# Kreien
Kreien település Németországban, Mecklenburg-Elő-Pomeránia tartományban. Lakosainak száma 340 fő (2023. december 31.).

## Népesség
A település népességének változása:
| Lakosok száma | 356  | 372  | 370  | 345  | 340  |
|               | 2017 | 2019 | 2021 | 2022 | 2023 |